# Església de Sant Nicolau (Malá Strana)
L'Església de Sant Nicolau (en txec Kostel svatého Mikuláše) és una església barroca a la Ciutat Petita de Praga. Va ser construït entre 1704 i 1755 al lloc on antigament hi havia una església gòtica del segle XIII, que també estava dedicada a Sant Nicolau. S'ha descrit com el màxim exemple del barroc de Praga.

## Història
L'església parroquial gòtica original de Sant Nicolau, que datava del segle XIII, es trobava a l'indret de l'església actual. Poc després de l'any 1620 va ser donada als jesuïtes, i la parròquia es va traslladar a l'església de Sant Václav. El 1628 van obrir una escola de primària i una de secundària.
A la segona meitat del segle XVII els jesuïtes van decidir construir una nova església dissenyada per Giovanni Domenico Orsi. Una impressió parcial de l'aspecte previst original de l'església la proporciona la capella de Santa Bàrbara, que es va construir primer perquè es pogués celebrar la missa. L'antiga Sant Nicolau va ser enderrocada i l'any 1673 es va posar la pedra angular de la nova església. L'església es va construir en dues etapes durant el segle XVIII. Del 1703 al 1711 es van construir la façana oest, el cor, les capelles de Santa Bàrbara i Santa Anna.
El comte Wenceslaus Kolowrat-Liebsteinsky (1634 – 6 d'octubre de 1659) de la prominent casa txeca de Kolowrat va ser el patró més gran de l'església de Sant Nicolau. Va donar tota la seva finca, per valor de 178.500 d'or, per a la construcció de l'església i els edificis adjacents a Malá Strana, a Praga.

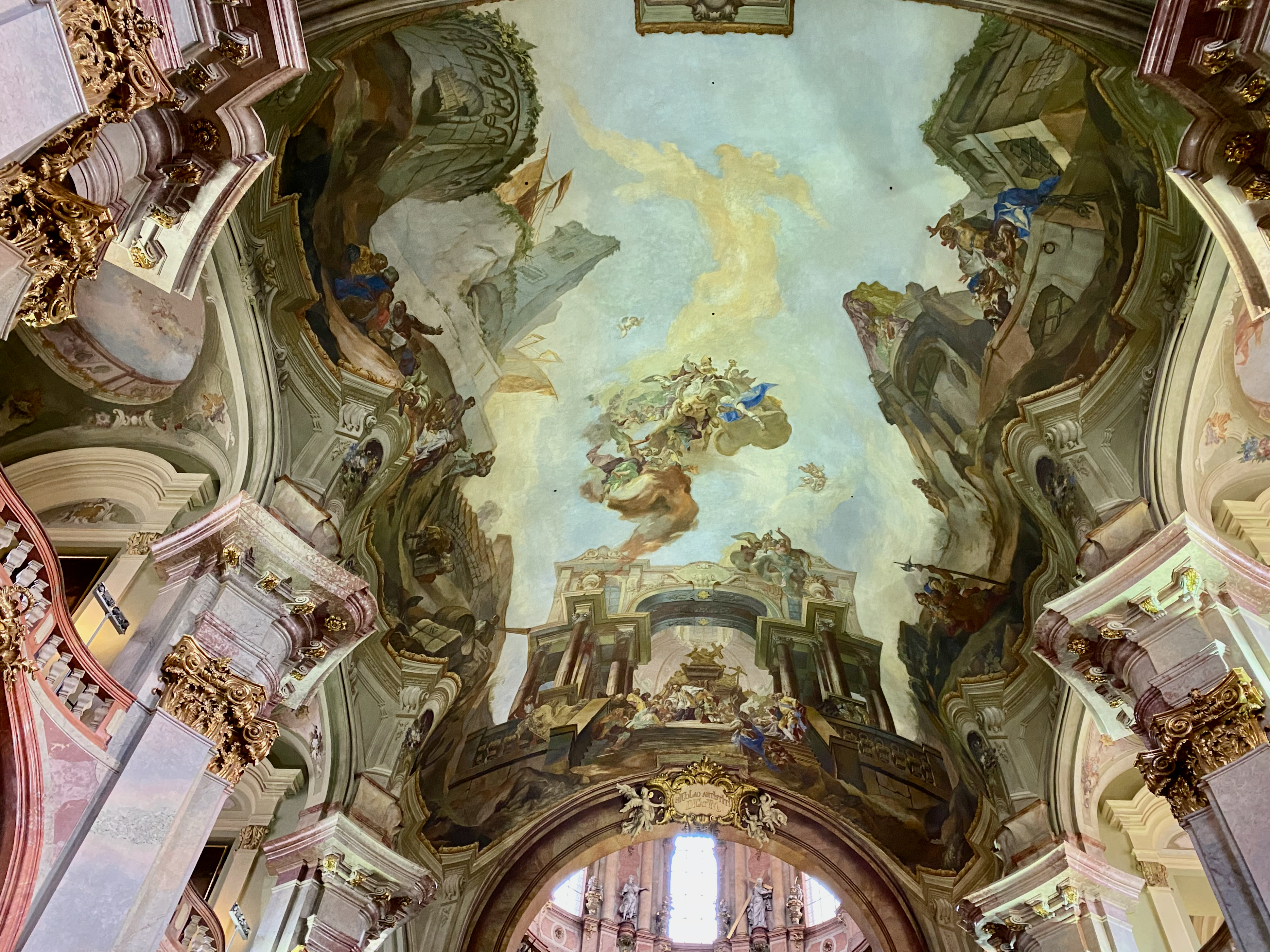
Interior

Els nous plànols incloïen un sistema geomètric intricat de cilindres interconnectats amb una cúpula central sobre el creuer. La massiva nau amb capelles laterals i una volta ondulant basada en un sistema d’el·lipsoides que s'intersequen aparentment va ser construïda per Christoph Dientzenhofer. Els pilars entre els amplis vans de l'arcada que sostenien el trifori estaven destinats a maximitzar l'efecte dinàmic de l'església. El presbiteri i la seva característica cúpula de coure es van construir entre 1737 i 1752, aquesta vegada utilitzant els plànols del fill de Christoph, Kilian Ignaz Dientzenhofer.
El 1752, després de la mort de Dientzenhofer el 1751, es va acabar la construcció de la torre de l'església. Durant els anys l'església va anar ampliant la seva bellesa interior. Després de l'abolició de l'orde dels jesuïtes pel papa Climent XIV, Sant Nicolau es va convertir en l'església parroquial principal de la Ciutat Baixa el 1775.
Durant l'⁣època comunista la torre de l'església es va utilitzar com a observatori de la Seguretat de l'Estat, ja que des de la torre es podia vigilar les ambaixades nord-americanes i iugoslaves i la via d'accés a l'ambaixada d'Alemanya Occidental.